# محمد بن عراق
محمد بن عراق (توفي في القرن العاشر) كان حاكمًا للدولة الأفريغية في خوارزم. كان ابن وخليفة عراق بن منصور.
وفي عهده زاره الرحالة العربي أحمد بن فضلان. وبعد ذلك لم يُعرف عنه شيء، وخلفه ابنه أبو سعيد أحمد.